# 土屋敬之
土屋 敬之（つちや たかゆき、1952年〈昭和27年〉2月8日 - ）は、日本の元政治家。元東京都議会議員（4期）。元国会議員第二、第一秘書。国会議員政策担当秘書資格

## 経歴
獨協大学法学部卒、法律専攻科修了、東北歯科大学中退。大学時代は民族派学生組織の全国学生自治体連絡協議会で活動。その後東武百貨店勤務、塩川正十郎・白川勝彦の秘書を経て、小沢鋭仁衆議院第一議員秘書（政策担当秘書資格取得）。
1997年に旧民主党公認として板橋区より都議会議員選挙に出馬し初当選。都議会総務委員長、都議会民主党総務会長（3期）、民主党東京都連常任幹事（2期）、民主党東京都連選対副委員長などを歴任した。2009年東京都議会議員選挙で4選したが、同年実施された第45回衆議院議員総選挙で、「マニフェスト」の中に民主党政策集インデックス2009に「議論の到達点」と書かれている外国人参政権などが明記されておらず、「政策は正直に」との寄稿を「WiLL」におこなう。その後、民主党東京都連から聴聞の勧告を受けるも、「聴聞に応じる準備はあるが、論点を明らかにしなければ聴聞には応じられない」と再三、口頭及び弁護士による内容証明を送付した。しかし、民主党東京都連は「聴聞に応じなかった」との報告を受け、同年12月、土屋は「党の決定に背く行為があった」として民主党を除名された（#民主党除名）。
「北京オリンピックに反対する地方議員と市民の会」会長（会事務所には西村修平の主宰する「主権回復を目指す会」が同居している）。教育再生・地方議員百人と市民の会東京支部理事。民社協会系の社団法人富士社会教育大学校専門研究員。UIゼンセン同盟東京支部政策懇話会初代会長。憲法学会会員。
2010年より拓殖大学日本文化研究所客員教授に就任。
2012年12月16日の第46回衆議院議員総選挙で日本維新の会公認候補として東京11区から立候補予定であったが、2012年11月26日に体調不良のため衆議院議員選挙への出馬辞退することが陣営より発表された。2013年6月の都議会議員選挙にも出馬せず、都議会議員を引退。令和4年春　旭日双光章　受章。
2024年7月 一般社団法人「新しい歴史教科書をつくる会」副会長

## 活動

### 都政
七生養護学校事件などで、自民党の古賀俊昭・田代博嗣と共同歩調を取り、石原都政の側近と認識されている。
2008年7月、石原が東京オリンピック招致に皇太子の活動を求めて宮内庁と対立した際、同知事が敬称をつけず「皇太子」と呼び捨てにしたことが不敬であること、強引な招致活動への引き入れは皇室の政治利用にあたることを主張して五輪招致議連を脱会した。その後、石原は「敬意を欠いているはずがないが、あなたの情念としては分かるので今後考えてみたい」と敬称を付けるようになり、皇室への不用意な言動を控えるようになった。なお、土屋はオリンピック招致自体には賛成の立場を崩していない
民主党は石原都政と距離を置き、2009年の都議選にも野党として選挙に臨んだが、土屋は選挙前・選挙中を通じて、石原都政を肯定的に評価。「新銀行など『批判の対象』にはなったが、『石原都政がダメ』だとは誰も審判していない」と、自らの得票増などを根拠に主張し、石原都政を批判した『都政新報』に対し、「（対案も出さずにいうなら）MRI検査をすすめる」と非難した。また、「文化を破壊する、（選択的）夫婦別姓、ジェンダーフリー、過激性教育、偏向教育とはこれからも断固闘っていく。”あらかじめ宣戦布告”を行っておく」との見解を示した。

### 教育問題について
議会では主に、教育の“正常化”を主張。学校式典における国旗の掲揚、国歌の斉唱については、「実施要綱」の制定、従わない教員や、“生徒を扇動して起立させない教員”の処分などを実行させた。また、35年ぶりに公務員制度の改革を求め、「ながら条例」（組合の仕事をしながらでも給与がもらえる）の廃止では本会議質問をはじめ、『正論』で論陣を張った。
2004年3月、東京都立板橋高等学校でおこなわれた卒業式に来賓として出席し、日の丸・君が代斉唱時に着席したままの生徒達に起立するよう促した（板橋高校卒業式事件）。
2006年6月、「新しい歴史教科書をつくる会」から八木秀次が袂を分って設立した「日本教育再生機構」に参加、発起人を務める。他に民社人権会議専門委員。同年10月24日には東京地裁の「君が代・日の丸崇敬の強制は教育委員会の裁量権逸脱」判決を批判し、訴訟を担当した裁判長罷免を求める旨集会を呼びかけた（→国旗及び国歌に関する法律#背景）。
また、増田都子教諭が授業で「反米思想を教えている」として、増田の懲戒解雇を要求したが、増田に名誉毀損で訴えられ2007年4月敗訴。最高裁で確定した。足立16中での人権侵害事件を書いた三都議の共著「こんな偏向教師を許せるか」に対する名誉毀損裁判（原告増田都子）では、2008年4月東京高裁は被告全面勝訴（名誉毀損にはあたらない）との判決。一方で、本書を執筆するに当たり増田の家族・病気休職時の病名といった個人情報を都教育委員会（時の指導企画課長、近藤精一）を通じて入手していた。都個人情報保護条例違反で教育委員会に賠償命令（6月に最高裁で確定）。また、2003年7月には、東京都立七生養護学校で行われていた性教育の授業内容を不適切として、中止・機材没収・教員処分を東京都に求めている（下記の訴訟を参照。七生養護学校事件）。
2009年の都議選で民主党と選挙協力した生活者ネットワーク（土屋は推薦申請せず）については、「たそがれ政党なので、民主にもぐりこんでいる。この政党が、ひな祭りを否定し、男女の性差を否定している政党だとは「誰も」知らない」と批判した。

### 日教組批判
民主党所属時代から、日本教職員組合（日教組）批判を行っている。民主党参議院議員会長（日教組出身）の輿石東が、日教組大会で「教員の政治的中立などありえない」と発言したことに、「法規を無視した悪辣な発言」と抗議電報を打っている。この件に関しては、2010年の第二回定例議会で、輿石の一連の発言は「教育の中立を確保するための法律」など教育関連法規に「反する」との教育長答弁を得た。

### 歴史認識問題
- 2004年12月16日、米ニューヨーク・タイムズのインタビューで、明仁（当時天皇）が「日の丸・君が代の強制はよくない」と発言したことに対し（天皇は園遊会でも米長邦雄に対して同様に話している）、「天皇は、かれのことをジミーと呼ぶバイニング女史に育てられた（からだ）」「アメリカ人に教育を受けたので、天皇は、本来身に着けるべき価値観からずれてしまった」と発言した。また、「日教組は、生徒に日の丸の白は骨の色で、赤は人の血の色だと教え続けてきた。かれらは、（卒業式などで）生徒が起立する権利を剥奪している。かれらは天皇を憎み、日本を憎んでいる」と発言した[4]。
- 2007年7月13日に米国大使館に手渡されたアメリカ合衆国下院121号決議の全面撤回を求める抗議書に賛同者として名を連ねた[5]。

### 民主党に対する批判

#### マニフェスト未記載事項に対する指摘
第45回衆議院総選挙公示後、投票4日前の8月26日発売『WiLL』10月号で、「民主政権を内部告発する！」と題し、永住外国人への地方参政権付与、選択的夫婦別姓の導入、慰安婦問題への取り組みなどをマニフェストに載せていないのはマンション偽装と同じになるのでマニフェストに明記するべきである」と主張した（これが“党員でありながら党方針に反する言動”として後述の除名につながる）。
また、土屋と選出区が同じ板橋区が単一自治体で選挙区全域である東京11区では、民主党は新党日本の有田芳生を推薦した（落選）が、選挙後、有田は民主党内に「利敵行為」を働いた者がいたとしている。土屋は「落選した候補が、自分の不明を恥じずに、他人に責任を転嫁、それを党幹部に言いつけたか言ったらしい」と反応している。

#### 社民党との連立に対する批判
総選挙後に民主党が国民新党と共に社会民主党を連立政権に加えたことから、「たった8名の社民党に振り回されている新政権」「共産党張りの政策で選挙を戦った」と批判し、「この国を救うのは、良識的市民の蜂起しかない。後は、緊急避難的●●●だ」と主張した（伏せ字も原文のまま）。

#### 民主党除名
総選挙後、民主党倫理委員会委員長の大河原雅子から「意見聴取する」として出席を求められ、文書で内容証明と日程調整の質問を行ったが、土屋によると、民主党倫理委員会からは「党則」が送付されたのみで、土屋側は「党規のどの条項によって呼ばれるのか明示がなければ行くに行けない」と自身のブログで主張した。
2009年10月28日、民主党東京都総支部連合会は常任幹事会で、土屋への離党勧告と土屋が勧告を容れない場合は除名することを決めた。土屋は11月5日、都連に対し「民主党倫理規則に明記された手続に従うことなく下された一方的な処分であって、憲法上の要請である適正手続によることなくなされた民主主義原理の前提に反するものである」として大河原および都連会長の菅直人宛に再審査請求書を提出するとともに、自身が2度にわたって提出した要求書について回答するよう求めた（ちなみに民主党は倫理規則第9条で「不服申し立て」を定めており、土屋がこれに則って釈明したか否かは不明）。しかし民主党東京都連は12月5日の常任幹事会で土屋の除名処分を決定した。土屋は「処分されるいわれはない。裁判で徹底的に争い、公開ディベートも申し入れる」として、一人会派「平成維新の会」を経て、2010年4月18日に結党された日本創新党へ参加。
2010年4月27日、除名処分の無効確認と慰謝料500万円を要求し、民主党東京都連を提訴。2011年7月の東京地裁判決で訴えは却下され、2012年1月の東京高裁控訴審でも棄却された。

### 言論活動
2013年8月9日、やまと新聞論説委員に就任。同年8月22日、やまと新聞論説委員長に就任。

## 不祥事
2003年に、古賀俊昭と田代博嗣とともに東京都内の養護学校を視察し、同校の性教育などの方法について、暴言を吐き、中止・教材を没収するなどさせた。これに対し、同校元教諭らが損害賠償を求めた訴訟において、土屋らが行ったことが、一方的な批判で侮辱であり、学校の性教育に介入、干渉するもので、教育の自主性を阻害してゆがめる危険のある行為で裁量権の乱用だとして「不当な支配」にあたるとして、東京地裁は2009年3月12日、慰謝料計210万円の支払いを3都議と都に命じる判決を言い渡した。

## エピソード
- 大阪維新の会の維新塾公募に参加していたが、維新八策にTPP参加が盛り込まれていることに反対し参加を取り下げた[24]。
- 「職場のモチベーションが低下する」等の理由で国家公務員の一律賃金カットに反対している[25]。
- サポーター組織「若者が未来を変える会」や、選挙区内後援会と選挙区以外の全国後援会（会長：石井公一郎）がある[26]。
- 立正佼成会信徒[27]。

## 著作
- ストップ偏向平和祈念館
- 偏向平和祈念館の建設阻止
- こんな偏向教師を許せるか！（古賀俊昭・田代博嗣との共著）
- 教科書から見た日露戦争
- わかる！介護保険マニュアル（田代博嗣との共著）
- 日本人なら知っておきたい近現代史50の検証（勝岡寛次監修・古賀俊昭との共著）
- 土屋たかゆきの【わが闘争】

（以上展転社）
- 治安回復100の証言・検証（柿崎裕治との共著・国書刊行会）
- 教育黒書（PHP）
- 大地震マニュアル（田代博嗣との共著・しののめ出版）

## 参照
1. ↑  2012衆院選:11区で出馬予定 土屋都議が断念:衆院東京
2. ↑  09.3.13『週刊金曜日』。近年では、民主党都議の吉田康一郎が加わり、「都議会四天王」とも呼称されている。
3. ↑  ただし、石原は皇太子を諱で呼んだわけではないため、全く敬意を欠いた呼び方ではない。
4. ↑  ノリミツ・オオニシ (2004年12月16日). “Tokyo's Flag Law: Proud Patriotism, or Indoctrination?” (英語). ニューヨーク・タイムズ 2010年6月11日閲覧。
5. ↑  賛同地方議員一覧
6. ↑  民主党東京都連が土屋都議へ離党勧告[リンク切れ]
7. ↑  有田芳生2009/09/03 単行本『X』の調査再開
8. ↑  ついに出てきた「マニフェスト」未記載の外国人参政権!!! 今日の”つっちー”2009年9月19日[リンク切れ]
9. ↑  社民党は衆議院7議席、参議院5議席が正しい。
10. 1 2  大河原雅子「倫理委員長」からの電話  今日の”つっちー”2009年9月24日[リンク切れ]
11. 1 2  倫理委員会の回答文書 今日の”つっちー”2009年9月30日[リンク切れ]
12. ↑  “民主党都連、マニフェスト批判の都議に離党勧告”. MSN産経ニュース (産業経済新聞社). (2009年10月28日) 2009年12月8日閲覧。[リンク切れ]
13. ↑  今日の”つっちー” 土屋敬之ホームページ 2009年11月5日(木) No.456より引用[リンク切れ]
14. ↑  民主都連：マニフェスト批判の土屋都議を除名 ／東京 2009年12月5日、毎日新聞[リンク切れ]
15. 1 2  “民主都連が土屋都議を除名”. MSN産経ニュース (産業経済新聞社). (2009年12月5日) 2009年12月6日閲覧。[リンク切れ]
16. ↑  不当処分【除名処分】に関する声明 今日の”つっちー” 2009年12月5日付[リンク切れ]
17. ↑  “土屋都議1人会派立ち上げへ”. MSN産経ニュース (産業経済新聞社). (2009年12月7日) 2009年12月10日閲覧。[リンク切れ]
18. ↑  “都議会：土屋都議会派、平成維新の会から日本創新党へ変更”. 毎日.jp (毎日新聞社). (2010年4月27日) 2010年4月28日閲覧。[リンク切れ]
19. ↑  “除名処分の無効求め提訴 公約批判の元民主都議”. 共同通信社. 47NEWS. (2010年4月27日) 2012年12月2日閲覧。
20. ↑  毎日新聞2012年1月19日
21. ↑  
2023年10月、一般社団法人「新しい歴史教科書をつくる会」顧問、2024年7月 副会長
22. ↑  土屋たかゆきが論説委員長に就任したことをお知らせいたします。
23. ↑  朝日新聞　2009年3月13日
24. ↑  今日のつっちー2012年2月12日
25. ↑  今日のつっちー2012年2月18日
26. ↑  「若者が未来を変える会」のご案内佐波優子ブログ2010年11月5日
27. ↑  土屋を除名しろと言う珍論 今日の”つっちー”2009年8月31日[リンク切れ]